# Бад-Бернекк-им-Фихтельгебирге
Бад-Бернекк-им-Фихтельгебирге (нем. Bad Berneck im Fichtelgebirge) — город и городская община  в Германии, в Республике Бавария.
Подчинён административному округу Верхняя Франкония. Входит в состав района Байройт. Население составляет 4546 человек (на 31 декабря 2010 года). Занимает площадь 33,58 км². Официальный код — 09 4 72 116. Местные регистрационные номера транспортных средств (коды автомобильных номеров) (нем. Kraftfahrzeugkennzeichen) — BT.

## Население
По оценке на 31 декабря 2015 года население общины Бад-Бернекк-им-Фихтельгебирге составляет 4257 чел. 

| Дата      | 1840 | 1871 | 1900 | 1925 | 1939 | 1950 | 1961 | 1970 | 1987 | 2011 |
| --------- | ---- | ---- | ---- | ---- | ---- | ---- | ---- | ---- | ---- | ---- |
| Население | 3136 | 3247 | 3161 | 3932 | 3863 | 5615 | 4940 | 5014 | 4630 | 4280 |

| Год       | 1960 | 1970 | 1980 | 1990 | 2000 | 2009 | 2010 | 2011 | 2012 | 2013 | 2014 | 2015 |
| --------- | ---- | ---- | ---- | ---- | ---- | ---- | ---- | ---- | ---- | ---- | ---- | ---- |
| Население | 5029 | 5053 | 4885 | 5241 | 4852 | 4571 | 4546 | 4261 | 4296 | 4261 | 4293 | 4257 |

## История
В 1857 году в городе Бад-Бернекк, отличающемся прекраснейшим климатом, был устроен курорт, где больные с хроническими заболеваниями, кроме климатического лечения, могли пользоваться и сывороточным ваннами, а также ваннами с сосновыми иглами.